# Ben Hecht

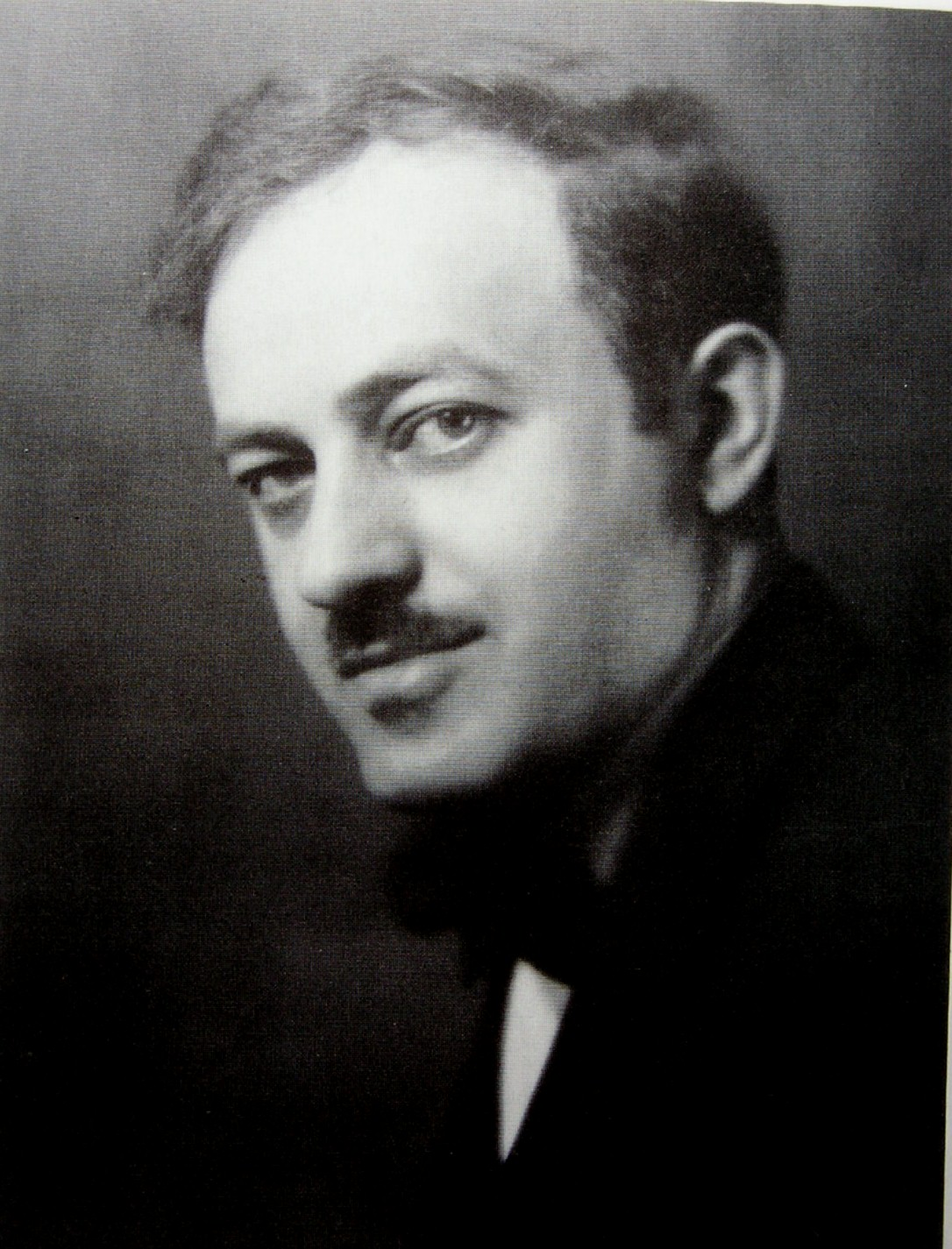
Ben Hecht (um 1919)

Ben Hecht (* 28. Februar 1894 in New York; † 18. April 1964 ebenda) war ein US-amerikanischer Journalist, Schriftsteller, Drehbuchautor und Filmregisseur. Er war einer der begehrtesten Drehbuchautoren Hollywoods und arbeitete mit Regisseuren wie Alfred Hitchcock, Howard Hawks, Otto Preminger, John Ford und Ernst Lubitsch an einigen der bekanntesten Werke der Filmgeschichte mit, wobei er sich gleichermaßen auf das Schreiben von Dramen, Thrillern und Komödien verstand. Hecht wurde sechsmal für den Oscar nominiert und gewann ihn zweimal.

## Leben

### Journalist und Schriftsteller
Ben Hecht war der Sohn russisch-jüdischer Immigranten. Aufgewachsen in Racine, Wisconsin, zog er als Sechzehnjähriger nach Chicago, wo er im Juli 1910 in die Redaktion des Chicago Daily Journal eintrat. Fünfzehn Jahre lang durchstreifte er als Reporter die Stadt. Eine tägliche Kolumne in der Zeitung (1001 Afternoons in Chicago, zugleich der Titel seines ersten Bands mit Kurzgeschichten) machte ihn bekannt. Auch sein berühmtestes Drehbuch zu Extrablatt (The Front Page) greift auf diese Erfahrungen zurück. Seine Erinnerungen an die Zeit in Chicago wurden 1969 von Norman Jewison in dem Film Gaily, Gaily verarbeitet. „Er war ein hart gesottener Bursche, der 15 Jahre lang im Großstadtdschungel Chicagos unterwegs war – in Irrenhäusern, Todeszellen, Slums. Das war der Fundus, aus dem der Autor sein Leben lang schöpfte, der ihm den Weg zum gefragtesten und schnellsten Drehbuchautoren Hollywoods ebnete“, charakterisiert ihn die Filmkritikerin Marli Feldvoß in einem Radio-Feature aus Anlass seines 125. Geburtstages.
In den Jahren 1918/1919 arbeitete er für die Chicago Daily News als Auslandskorrespondent in Berlin, um über den Verlauf der dortigen revolutionären Ereignisse zu berichten. Mit seiner Frau Marie Armstrong Hecht gehörte er zu den ersten Amerikanern im Nachkriegsdeutschland. Er berichtete von der Nationalversammlung in Weimar. Er führte ein Interview mit Reichspräsident Friedrich Ebert und behauptete im Artikel und in seinen Memoiren (1955), er habe ihn mit 500 Dollar in bar bestochen, um das Interview zu erhalten; anschließend sei er in Berlin wegen Verletzung der Berufsethik aus dem Verein der Ausländischen Presse ausgeschlossen worden. In seiner Zeit in Deutschland schrieb er seinen ersten, 1921 erschienene Roman, Erik Dorn, dessen großer Erfolg Hecht ein furioses Debüt als ernstzunehmenden Schriftsteller bot.
Zurück in den USA war Hecht einige Zeit bei der Chicago Literary Times, bis er 1925 nach New York ging, wo er Freundschaft mit Charles MacArthur und Dorothy Parker schloss. Mit MacArthur arbeitete Hecht lebenslang zusammen; gemeinsam schrieben sie eine Reihe erfolgreicher Broadwaystücke, darunter 1928 The Front Page, das viermal verfilmt wurde, und The Twentieth Century, das 1934 mit Carole Lombard und John Barrymore verfilmt wurde. Außerdem schrieb er über hundert Kurzgeschichten und zahlreiche Romane. Abgesehen von einem Theaterstück und einem Roman wurde keines seiner Werke je ins Deutsche übersetzt.

### Drehbuchautor
1926 schickte der Regisseur Herman J. Mankiewicz, der gerade in Hollywood angekommen war, seinem Freund Hecht ein Telegramm:

„Hier sind Millionen zu machen, und deine einzigen Konkurrenten sind Idioten. Lass dir das nicht entgehen.“

Hecht ging denn tatsächlich nach Hollywood, wo er unter Vertrag bei Paramount 1927 das Skript für Josef von Sternbergs Gangsterfilm Underworld schrieb, für das er seinen ersten Oscar gewann. Einen zweiten bekam er 1935 für The Scoundrel von 1935. Hecht arbeitete als offizieller Drehbuchautor, jedoch auch oft als Skriptdoktor, also Überarbeiter bereits fertiger Drehbücher, eine Tätigkeit, die in den Credits der Filme nicht erwähnt wurde.
Innerhalb weniger Jahre stieg Ben Hecht zu einem der bestbezahlten Drehbuchautoren in Hollywood auf dank seiner Erfolge mit Filmen wie Back Street, der Adaption eines Fannie-Hurst-Romans, Topaze, Königin Christine oder The Hurricane. In seiner Biografie A Child of the Century behauptete Hecht, zwischen 50.000 und 125.000 US$ pro Drehbuch erhalten zu haben. Für seine Überarbeitung des Drehbuchs von Gone With The Wind bekam er von David O. Selznick eine Tagesgage von 10.000 US$. Andere bekannte Filme dieser Zeit, an denen er mitarbeitete, sind Stagecoach und Lady of the Tropics, einer der Filme, mit denen Hedy Lamarr zum Star gemacht werden sollte. Hecht war auch teilweise selber als Regisseur tätig, doch die meisten seiner Filme waren an der Kinokasse wenig erfolgreich. In den 1950er und 1960er Jahren war Hecht einer der ersten Talkshow-Moderatoren im amerikanischen Fernsehen.

„Was Hecht aus seinen unruhigen journalistischen Jahren mitnahm, prägte sein Temperament, und dieses Temperament wiederum prägte die amerikanischen Filme der dreißiger Jahre. Ihre Raffinesse, ihre brüske Schroffheit, die Salven aus Beleidigungen und scharfzüngigem Witz, die Faszination an Gewalt und Illegalität, die Unterteilung der Welt in die, die wissen, wie’s geht (typischerweise urban und männlich), und in ungehobelte Hinterwäldler (oft ländlich) – diese Qualitäten machten die Komödien und die Melodramen der Depressionszeit zu einer hartgesottenen neuen amerikanischen Kunst, zu einer Kunst, die sich rascher bewegte und mehr Untiefen aufwies als das Leben.“

Ben Hecht, einer der berühmtesten und einflussreichsten Drehbuchautoren der Filmgeschichte, sah ironischerweise immer auf das Filmgeschäft herunter und bevorzugte das Schreiben von Dramen, Romanen und Kurzgeschichten.

„Einen guten Film zu schreiben, bringt einem Schriftsteller ungefähr so viel Lob ein wie Fahrrad fahren. Es bringt ihm höchstens mehr Angebote. Falls sein Film schlecht ist, sagen die Kritiker höchstens ‚Aber, aber‘. Der Produzent, der Regisseur und die Stars sind die Genies, denen man Hosianna zuruft, wenn der Film ein Hit wird. Und es sind auch ihre Köpfe, die man auf Speere pflanzt, falls der Film floppt.“

Die Grundbestandteile einer guten Geschichte charakterisierte Hecht mit dem Bonmot: „Zwei Hunde. Ein Knochen.“

### Zionistisches Engagement
Ben Hecht war ein Anhänger des Zionismus und engagierte sich in der American League for a Free Palestine. Er kritisierte mehrfach öffentlich die seiner Meinung nach zu unentschlossenen Bemühungen der Alliierten um die Rettung der europäischen Juden vor dem Holocaust und ließ in New Yorker Tageszeitungen Anzeigen schalten, mit denen er die Öffentlichkeit wachzurütteln versuchte. Teile der jüdischen Öffentlichkeit begannen, sich zu distanzieren, während ihm der Finanzunternehmer Bernard Baruch Unterstützung zusicherte. Eine dieser Anzeigen hatte die Schlagzeile:

„Zu verkaufen: 70.000 Juden zu 50 Dollar das Stück. Garantiert menschliche Wesen.“

Das geschah zu einer Zeit, als die US-amerikanische Presse sich noch scheute, im redaktionellen Teil über den Massenmord an den Juden zu berichten. Er versuchte, das Publikum auch durch seine Theaterstücke zu mobilisieren. In We will never die, zu dem Kurt Weill die Musik geschrieben hatte, treten die europäischen Juden als Ankläger der Welt auf. In ihren Rezensionen sah sich die US-Presse gezwungen, zum ersten Mal zu den Vorgängen in Deutschland Stellung zu nehmen.
Hecht unterstützte die Aktionen der Jewish Agency in Palästina; ihm zu Ehren wurde ein illegales Immigrantenschiff Ben Hecht getauft. Großbritannien reagierte auf seine Kritik an der britischen Palästina-Politik mit einem Boykott der Hollywood-Filme, an denen Hecht beteiligt gewesen war. Später zeigte sich Hecht enttäuscht vom Zionismus und begründete dies in seinem umstrittenen Buch Perfidy mit der Person von Rudolf Kasztner. Hecht warf Kasztner vor, er habe mit Adolf Eichmann zusammengearbeitet und die ungarischen Juden den Nationalsozialisten überlassen, weil ihre Rettung der Gründung des Staates Israel im Wege gestanden habe.

## Auszeichnungen
- 1927: Oscar in der Kategorie Beste Originalgeschichte für Unterwelt (Underworld)
- 1934: Oscar-Nominierung in der Kategorie Bestes adaptiertes Drehbuch für Viva Villa!
- 1935: Oscar in der Kategorie Beste Originalgeschichte für Ein charmanter Schurke
- 1939: Oscar-Nominierung in der Kategorie Bestes adaptiertes Drehbuch für Stürmische Höhen (Wuthering Heights)
- 1940: Oscar-Nominierung in der Kategorie Bestes Originaldrehbuch für Angels Over Broadway
- 1946: Oscar-Nominierung in der Kategorie Bestes Originaldrehbuch für Berüchtigt (Notorious)
- 1947: Preis des Internationalen Filmfestivals in Locarno als bester Drehbuchautor für Der Todeskuss (Kiss of Death)

## Filmografie (Auswahl)
Ben Hecht arbeitete sehr viel als Script Doctor, der bereits fertige Originalstories und Drehbücher überarbeitete, so dass er bei einer Reihe von Filmen, die er geschrieben hat, im Abspann nicht genannt wird.

### Regisseur und Drehbuchautor
Alle diese Filme hat Hecht gemeinsam mit Charles MacArthur gedreht und geschrieben, außer Angels Over Broadway, bei dem er mit Co-Regisseur Lee Garmes zusammenarbeitete.
- 1934: Verbrechen ohne Leidenschaft (Crime Without Passion, auch Produktion)
- 1935: Ein charmanter Schurke (The Scoundrel)
- 1935: Once in a Blue Moon
- 1936: Soak the Rich
- 1940: Angels Over Broadway

### Drehbuchautor
- 1927: Unterwelt
- 1931: Die Marx Brothers auf See (Monkey Business)
- 1932: Beine sind Gold wert (Million Dollar Legs)
- 1932: Scarface
- 1933: Königin Christine (Queen Christina)
- 1933: Serenade zu dritt (Design for Living)
- 1934: Schrei der Gehetzten (Viva Villa!)
- 1934: Napoleon vom Broadway (Twentieth Century)
- 1935: San Francisco im Goldfieber (Barbary Coast)
- 1937: … dann kam der Orkan (The Hurricane)
- 1937: Denen ist nichts heilig (Nothing Sacred)
- 1938: Chicago – Engel mit schmutzigen Gesichtern (Angels with Dirty Faces)
- 1938: The Goldwyn Follies
- 1939: Aufstand in Sidi Hakim (Gunga Din)
- 1939: Ringo (Stagecoach)
- 1939: Sturmhöhe (Wuthering Heights)
- 1939: Lady of the Tropics
- 1939: Die Marx Brothers im Zirkus (At the Circus)
- 1939: Vom Winde verweht (Gone with the Wind)
- 1940: Rendezvous nach Ladenschluß (The Shop Around the Corner)
- 1940: Der Auslandskorrespondent (Foreign Correspondent)
- 1940: Comrade X
- 1941: Ein Frauenherz vergißt nie (Lydia)
- 1942: Der Seeräuber (The Black Swan)
- 1943: Geächtet (The Outlaw)
- 1943: Von Agenten gejagt (Journey Into Fear)
- 1944: Das Rettungsboot (Lifeboat)
- 1945: Ich kämpfe um dich (Spellbound)
- 1946: Gilda
- 1946: Berüchtigt (Notorious)
- 1946: Duell in der Sonne (Duel in the Sun)
- 1947: Reite auf dem rosa Pferd (Ride the Pink Horse)
- 1947: Der Todeskuß (Kiss of Death)
- 1947: Der Fall Paradin (The Paradine Case)
- 1947: Frau ohne Moral? (Dishonored Lady)
- 1948: Cocktail für eine Leiche (Rope) (Mitarbeit)
- 1949: Die sündige Stadt (The Inspector General)
- 1949: Love Happy
- 1950: Frau am Abgrund (Whirlpool)
- 1950: Auf des Schicksals Schneide (Edge of Doom)
- 1950: Faustrecht der Großstadt (Where the Sidewalk Ends)
- 1951: Das Ding aus einer anderen Welt (The Thing from Another World)
- 1951: Der Fremde im Zug (Strangers on a Train)
- 1951: Vergeltung am Teufelssee (The Secret of Convict Lake)
- 1952: Fünf Perlen (O. Henry’s Full House)
- 1952: Liebling, ich werde jünger (Monkey Business)
- 1952: Engelsgesicht (Angel Face)
- 1954: Die Fahrten des Odysseus (Ulisse)
- 1955: Zwischen zwei Feuern (The Indian Fighter)
- 1955: Schwere Jungs – leichte Mädchen (Guys and Dolls)
- 1955: Der Mann mit dem goldenen Arm (The Man with the Golden Arm)
- 1957: In einem anderen Land (A Farewell to Arms)
- 1957: Die Stadt der Verlorenen (Legend of the Lost)
- 1962: Meuterei auf der Bounty (Mutiny on the Bounty)
- 1963: Cleopatra
- 1964: Circus-Welt (Circus World)
- 1967: Casino Royale

### Autor literarischer Vorlagen
- 1929: Der große Gabbo
- 1931: The Front Page
- 1934: Shoot the Works
- 1934: Das Mädel aus der Unterwelt (Upperworld)
- 1940: Sein Mädchen für besondere Fälle (His Girl Friday)
- 1948: In den Krallen der Venus (Queen of Outer Space)
- 1974: Extrablatt (The Front Page)

## Publikationen (Auswahl)
- 1922: 1001 Afternoons in Chicago
- 1922: Fantazius Mallare, a Mysterious Oath
- 1923: The Florentine Dagger: A Novel for Amateur Detectives
- 1924: Kingdom of Evil
- 1926: Broken Necks
- 1939: The Book of Miracles
- 1941: 1001 Afternoons in New York
- 1945: The Collected Stories of Ben Hecht
- 1954: A Child of the Century (Autobiografie; deutsch in Auszügen: Ein Kind des Jahrhunderts, 1985)
- 1961: Perfidy, Milah Press ISBN 0-9646886-3-8
  - 1962: Perfidy, (mit wichtigen Ergänzungen); über den Kastner-Prozess 1954–1955 in Jerusalem
- Revolution im Wasserglas. Geschichten aus Deutschland 1919. Berenberg, Berlin 2006, ISBN 3-937834-16-8.
- Von Chicago nach Hollywood. Erinnerungen an den amerikanischen Traum. Ausgew., aus dem Englischen und mit einem Nachwort von Helga Herborth. Berenberg, Berlin 2009, ISBN 978-3-937834-35-1.